# Eugenio Soncini
Eugenio Soncini (Milano, 21 luglio 1906 – Milano, 27 febbraio 1993) è stato un architetto italiano.

## Biografia

### Formazione
Eugenio Soncini si laureò in ingegneria presso l'allora Regio Istituto Tecnico Superiore (il futuro Politecnico di Milano) nel 1929. La sua carriera e le sue opere si articolano in due fasi distinte: prima e dopo la Seconda Guerra Mondiale.

### Anni trenta e quaranta: lo Studio Ponti-Fornaroli-Soncini
Come neolaureato inizia la pratica nello studio di Emilio Lancia, per conto del quale segue la realizzazione del Palazzo e Torre Rasini a Milano. Conosce così, e inizia a collaborare, con Gio Ponti, che a sua volta collaborava da tempo con Lancia ed era con lui co-autore del Palazzo e della Torre. La collaborazione risulta così felice che dopo pochi mesi Eugenio lascia Lancia ed entra nello studio di Ponti, dapprima come semplice collaboratore, poi, dal 1933, come socio a tutti gli effetti: nasce così lo Studio Ponti-Fornaroli-Soncini.
Gli anni seguenti sono quelli in cui Ponti sviluppa quelli che lui chiama i grandi temi: "Milano gli offre le grandi occasioni private: dal progettare domestico (le case tipiche o Domus) al progettare per l'industria (primo Palazzo Montecatini) al progettare ospedaliero (clinica Columbus); [...] Roma gli offre le grandi occasioni pubbliche: i primi grandi concorsi perduti (Palazzo del Littorio, Ministero degli Esteri); [...] Padova gli dà l'occasione del memorabile Liviano; [...] infine Vienna lo riconduce alla domesticità (con gli arredi di Palazzo Fürstenberg)."
Eugenio segue il suo maestro in tutti questi interventi. "Non è casuale che le tematiche che affronta a fianco di Ponti siano proprio quelle più significative e ricorrenti della sua produzione architettonica matura: la residenza, l'edilizia commerciale e quella ospedaliera. Non è facile stabilire quale sia stato l'apporto di Eugenio nella creazione delle numerose architetture a cui ha lavorato con Ponti: mancano scritti che lo documentino. Ma è ragionevole supporre che tra i due sia nato un rapporto di scambio reciproco, che ha permesso all'uno di accogliere i suggerimenti di natura più tecnica e all'altro di assimilare l'essenza della poetica pontiana e di trarre insegnamento dalla sua esperienza. A riprova di ciò sta il fatto che, dopo solo tre anni di collaborazione, Ponti offre a Eugenio di diventare suo socio." Così Ponti ed Eugenio collaborano a stretto contatto: "il primo ideava, schizzava di getto sul foglio l'idea, l'altro progettava concretamente con successive correzioni e revisioni fino alla versione definitiva".
Tra le tante opere di questo periodo, per il contributo apportatovi da Eugenio, ricordiamo: 
- il Palazzo Montecatini [11][12] (1935-1938)

"L’interazione tra architettura e ingegneria, tra arte e tecnica, tra forma e funzione raggiungono una completa espressione."
"È stato l'occasione speciale che ha messo alla prova il cervello di Ponti e il suo Studio."
- la Clinica Columbus (1938-40)

"Lo schema di una clinica tipo, che ha a sud le camere, nel baricentro le comunicazioni verticali (scale, ascensori) e il reparto operatorio innestato a nord."
L'ultimo lavoro è il progetto di concorso per il Ministero degli Esteri del '39, che rappresenta la tappa conclusiva, il momento culminante: un lavoro, anche notturno, estenuante, febbrile, per progettare al fianco di Ponti un complesso architettonico fondato sull'idea della grande decorazione spettacolare, all'antica.
Questi anni di formazione concreta, e di crescita e maturazione professionale, spingono progressivamente Eugenio verso la propria autonomia progettuale e creativa, ma l'evoluzione viene sospesa dalla guerra.

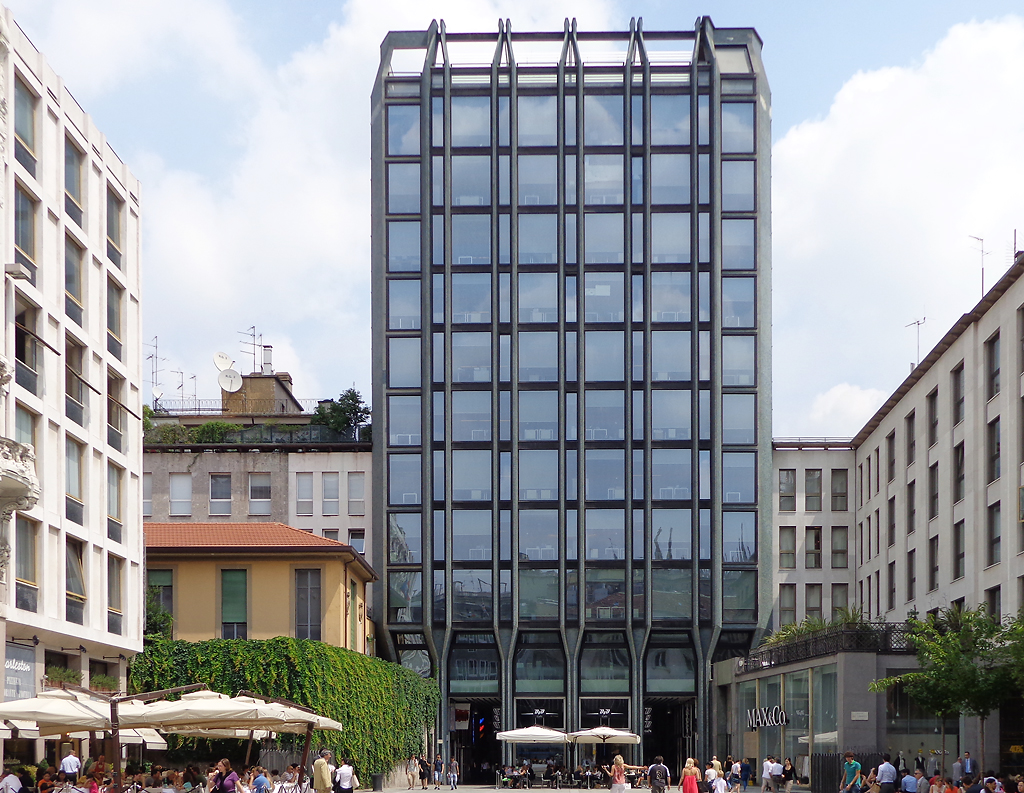
La Torre Tirrena in Piazza Liberty, Milano

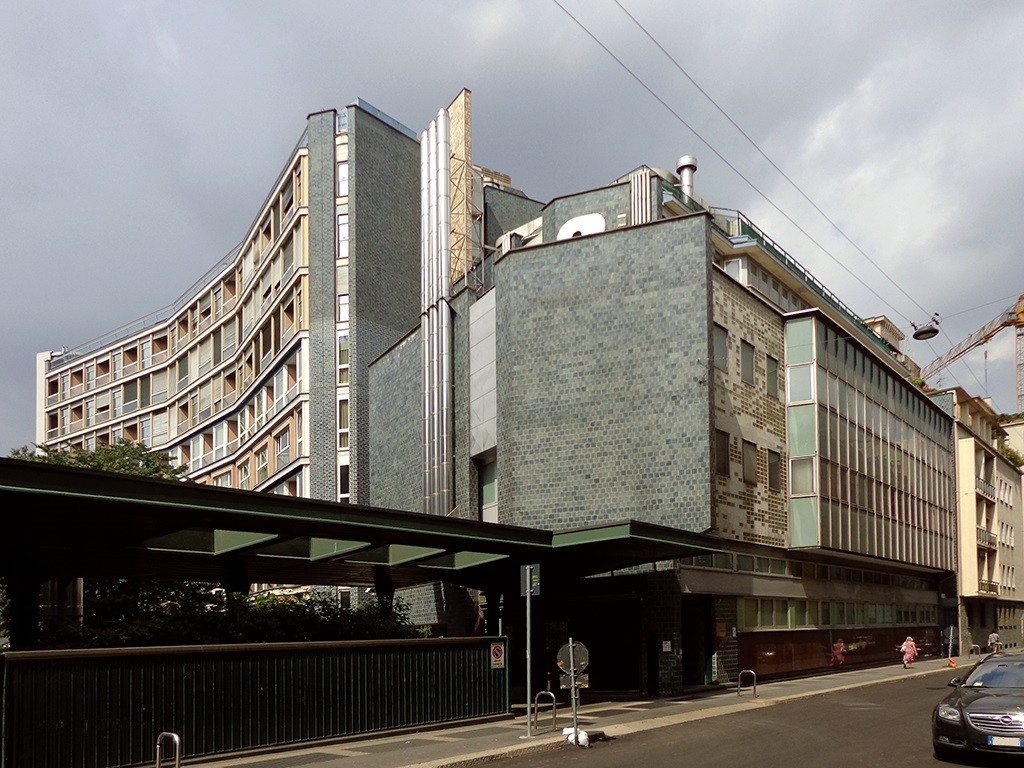
La Casa di Cura La Madonnina, in via Quadronno, Milano

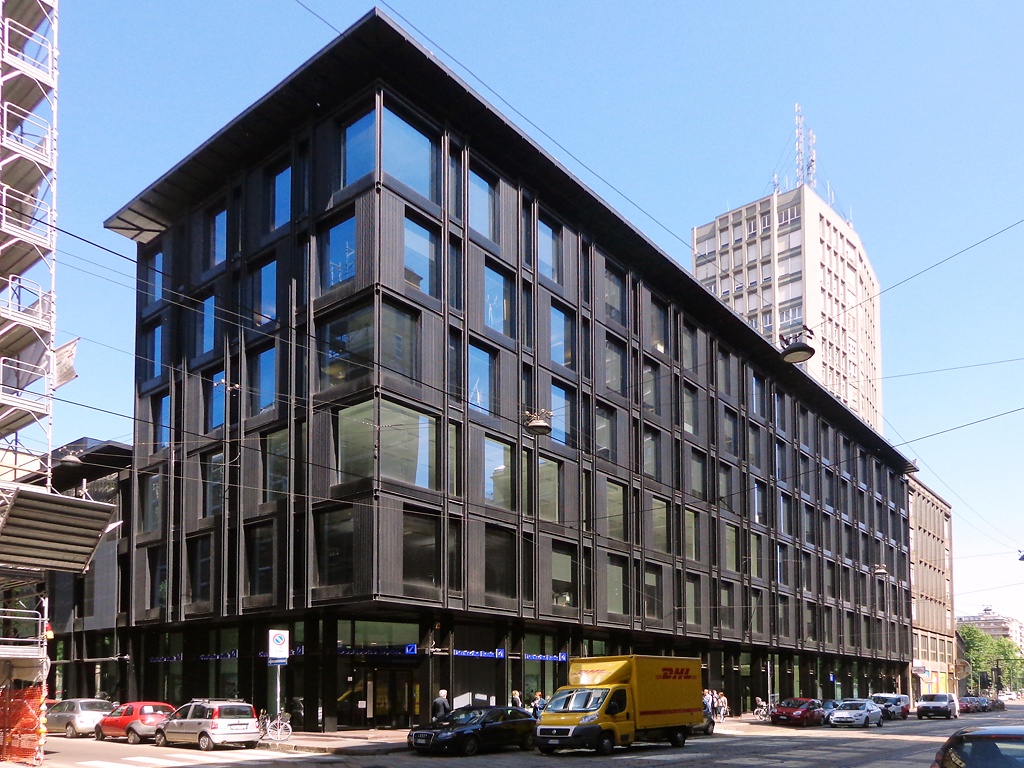
Il Palazzo La Serenissima in via Turati, Milano

### Anni cinquanta e sessanta: lo Studio Eugenio ed Ermenegildo Soncini
Personalità esuberante e volitiva, alla fine della guerra Eugenio inizia a sentire restrittivo il connubio con Ponti. Così, quando nel 1947 il fratello Ermenegildo si laurea in Architettura, coglie l’occasione per lasciare Ponti e aprire un suo studio indipendente (lo Studio Eugenio ed Ermenegildo Soncini)  nella Palazzina Sessa a Milano.
Tutti i temi che Eugenio ha appreso da Ponti ritornano nei lavori del suo studio: sperimentazione sui materiali, valore d’immagine, impiantistica d’avanguardia e moderna dotazione tecnica, accurata razionalizzazione del sistema distributivo, ricerca di dialogo con le preesistenze ambientali, sincerità espressiva e semplificazione formale. E soprattutto l'idea della progettazione globale (dalla scala architettonica e strutturale a quella degli arredi). Di questi "insegnamenti fa tesoro per la realizzazione della Clinica Capitanio, che  progetta nel 1946, in totale autonomia da Ponti, e tuttavia ancora molto pontiana. A essa seguiranno molti altri edifici ospedalieri e non, in un crescendo di acquisizioni tecniche ed elaborazioni formali, che si diversificarono sempre più." La libertà che il suo nuovo studio gli offriva gli consente di orientarsi progressivamente verso modelli che con la poetica pontiana nulla hanno a che vedere: quelli americani e internazionali. "Ma  senza tradire mai la lezione di Ponti."
Tra le sue opere più significative in ordine cronologico ricordiamo:
- il Palazzo Michelin (1946-1948)

"L'architettura è espressione diretta degli elementi costruttivi: il ritmo, scandito dai pilastri a vista e dalle fasce marcapiano, è incalzante."    "Non vi sono murature d'ambito, in quanto il pannello della finestra va da pilastro a pilastro e da pavimento a soffitto [...] l'adozione di tramezze mobili in legno di rovere consente di variare a piacere le dimensioni degli uffici."
- il Palazzo della SKF Italia (1948-1950)
- la Clinica Capitanio (1947-1950)

"Grande attenzione è stata posta nello studio del rapporto funzione-tecnologia e nella  ricerca di soluzioni tecniche all'avanguardia."
- il Grattacielo di Milano (1950-1955)

Il nome è significativo: per circa un decennio, prima della costruzione del Grattacielo Pirelli, fu il simbolo del rinnovo e della ripresa di Milano dopo l'ultimo conflitto mondiale. Anche perché fu costruito con un materiale tipicamente italiano (il calcestruzzo armato) e perché era allora il grattacielo più alto del mondo costruito con quella tecnica.
È anche noto come Torre Breda e fu progettato assieme a L. Mattioni
- il Palazzo Galbani [23] (1954-1955)

"Una torre in lastre di cristallo verde-azzurro, che non muta aspetto neppure quando le veneziane sono abbassate." I grandi saloni privi di pilastri sono il primo esempio di solai corrugati prefabbricati di grande luce; furono realizzati con P.L. Nervi 
- l’Ospedale di Circolo di Saronno (1954-1955)

L'impostazione generale e i servizi che i progettisti applicarono a questa struttura pubblica erano stati sino ad allora prerogativa esclusiva delle migliori case di cura private: "si è [così] voluto dare anche ai più umili un conforto riservato normalmente ai più abbienti".
- il Palazzo dell'Istituto Romano di Beni Stabili (IRBS) (1956-1964)
- la Torre Tirrena (1956-1957)

"La chiara architettura di questo edificio, il cui significato è dovuto essenzialmente al gioco delle strutture, deve la sua caratteristica più saliente ai pilastrini binati costituenti la partitura verticale delle fronti". "Essi creano un effetto di chiaroscuro contrastante con le superfici vetrate e non sono rettilinei, bensì si sdoppiano con raccordi obliqui alla sommità e alla base dell'edificio."
- la Clinica La Madonnina[29] (1957-1959)
- il Palazzo della Compagnia di Assicurazione di Milano (1958-1965)

"Il problema di ottenere la funzionalità, nel rispetto del passato."
- il Palazzo La Serenissima (1966-1968)

"L’edificio era caratterizzato dal colore brunito delle strutture metalliche di facciata, dai vetri fumé del sistema a courtain walls che lo rendevano moderno, tecnologicamente avanzato e sperimentale" alla sua epoca: è infatti "un edificio in acciaio e vetro, quando nello stesso periodo il calcestruzzo armato era il sistema costruttivo dominante in Italia."
Per una descrizione dettagliata si rimanda alle pagine dedicate alle singole opere; per gli indirizzi delle stesse si veda nel seguito la sezione Opere.
L'attività professionale di Eugenio e del suo studio termina nel 1973. Per problemi di salute Eugenio si ritira completamente, si dedica alla pittura e non segue più il dibattito architettonico. Muore nel 1993.

## Stile
"L'opera dei fratelli Soncini deve molto ai maestri del Movimento Moderno. L’attenzione costante ai fenomeni architettonici internazionali, permise loro di creare architetture all’avanguardia, non solo da un punto di vista tecnologico, ma anche da quello compositivo formale, senza, tuttavia, cadere mai nella trappola dell’International Style: l'indifferenza al sito e alla storia del luogo in cui l’opera sorge.  Al contrario, i Soncini fecero dell’attenzione per il sito e per le preesistenze ambientali un canone fondamentale del proprio metodo progettuale." Carlo de Carli commenta: “È caratteristica dei Soncini la passione a una metodologia nell’impostazione e nello sviluppo di un problema. Le loro soluzioni, derivanti da una lunga analisi, appaiono assolutamente finite, senza dubbi, felici o non felici, ma dichiarate, esposte coraggiosamente alla critica di tutti.”  Hanno "il coraggio di compiere scelte determinate, come quella di accostare una torre, un’architettura essenzialmente strutturale e altamente tecnologica, a degli edifici storici (si pensi alla Torre Tirrena e al Palazzo della Compagnia di Assicurazione di Milano) o di costruire un grattacielo che con la sua altezza sfida e supera le guglie del Duomo."
P. Portoghesi così definisce i Soncini: "Esponenti del Razionalismo in una versione prima classicista e poi rigorosamente tecnologica".
La loro ricerca formale e tecnologica si muove nel lessico della facciata continua (curtain-wall). Non a caso Franco Gerosa, nel memoriale dedicato a Eugenio alla sua morte, ritiene che la "sua opera più completa, il suo raggiungimento più significativo [sia il palazzo La Serenissima, che] ricorda le scelte di Mies van der Rohe per il Seagram Building a New York" e addirittura ritrova segni architettonici delle loro opere (le costolature che si biforcano della Torre Tirrena, 1956) in architetture americane posteriori (le Twin Towers di Minoru Yamasaki del 1974).
I Soncini non si limitarono all'architettura, ma spesso progettarono anche l'arredo, come ad esempio nelle cliniche Capitanio e La Madonnina."
"In una storia dell'architettura idealisticamente connotata su pochi protagonisti, su opere d'eccezione, certamente non ci sarebbe spazio per i Soncini, come non ci sarebbe spazio per tanti altri. In una storia, invece, che voglia ricostruire un'ideazione culturale [...] lo studio Soncini acquista un'importanza incredibile, perché ci aiuta a capire quei meccanismi attraverso cui si è costruita la storia di Milano".

## Pubblicazioni
Come attesta la sua biblioteca personale, Eugenio partecipò al clima culturale milanese di fine guerra, alla tensione morale e al tentativo di rifondazione dell’attività professionale tra cultura e tecnica, ma la sua attività si collocò, volutamente, nel campo esclusivo della prassi architettonica e rifuggì ogni coinvolgimento nelle complesse dinamiche del dibattito teorico. Il suo contributo personale al processo di ricostruzione milanese si espresse attraverso le sue numerosissime architetture e non per mezzo di saggi o articoli. Anche in seguito mantenne questa impostazione. Sorge allora spontanea una domanda: perché i Soncini non pubblicarono nulla?  "Il motivo è che non sapevano gestire la loro immagine, [né erano interessati a farlo], allora era una cosa abituale", risponde F. Gerosa.

## Incarichi
Per l'esperienza accumulata nella progettazioni di ospedali, Eugenio fu membro del Consiglio superiore di sanità presso il Ministero della sanità nel triennio 1961-63.

## L'archivio e la biblioteca
Il suo archivio e la sua biblioteca sono stati donati dagli eredi al Centro Alti Studi sulle Arti Visive (CASVA) del Comune di Milano nel 2017, affinché siano conservati, valorizzati e resi consultabili dal pubblico.

## Opere
(come Studio Ponti-Fornaroli-Soncini)
1935 Albergo Paradiso del Cevedale, in Val Martello, Merano
1935 Casa Buffa, in Viale Regina Margherita 42, Milano
1935 Casa Sissa, in Corso Italia 9, Milano
1935 Ville De Bartolomeis, a Bratto, Presolana
1935/38 Palazzo Montecatini , in Via Moscova, Milano
1935 Casa, in Via Ceradini, Milano
1935 Palazzo per uffici Ledoga-Lepetit, in Via C. Tenca 32, Milano
1935 Case Signorili, in Via G. Modena, Via Cicognare, Via De Togni, Milano
1936 Progetto della Villa La Favorita, per G. Marzotto a Valdagno, Vicenza
1936 Casa Laporte Archiviato il 20 ottobre 2019 in Internet Archive., in Via Brin 12, Milano
1937 Domus Alba, in Via Goldoni 63, Milano
1939 Partecipazione al concorso per il progetto del Ministero degli Affari Esteri, Roma
1939 Casa d'Italia, nel Palazzo del Principe Fuestenberg, a Vienna
1939 Palazzo Ferrania (ora FIAT), in Corso Matteotti, ang. Via S. Pietro all'Orto, Milano  
1939 Palazzo Eiar (ora RAI), in Corso Sempione 27, Milano
1939 Palazzo Donini, in Piazza S. Babila, Milano
1939 Progetto per il Palazzo Marzotto, Corso Vittorio Emanuele, Milano
1938/48 Clinica Columbus, in Via Buonarroti 48, Milano
1940 Palazzina Salvatelli, in Piazza delle Muse, Roma
1940 Casa, in Via Appiani 19, Milano
1940 Progetto per Palazzo INA, in Via Manin, Milano
1943 Progetto per lo Stabilimento Mondadori, a Rho, Milano
1944 Casa Garzanti, in Via della Spiga 28, Milano (progettato come Studi Tecnici di Architettura Riuniti: Ponti, Bosisio, Gho, Soncini)
1945 Palazzo e Albergo delle Ferrovie Nord, Milano
(come Studio Eugenio ed Ermenegildo Soncini)
1946 Stadio con tribuna, a Lomazzo
1946/47 Palazzo per uffici Michelin, in Corso Sempione 66, Milano
1946/48 Palazzo del Marchese Casati Stampa di Soncino, in Via Torino 61/63, Milano
1946/48 Palazzo Trevie, in Via De Amicis 28, angolo Via Cesare Correnti e Via Camminadella, Milano
1948/50 Palazzo della SKF Italia., in Via Turati 4, Milano
1948/50 Sede della Società Condor, a Rho (Milano)
1949 Hotel du Lac, sul Lago di Lugano, a Porto Ceresio
1949/50 Casa di cura Capitanio, in Via Mercalli 28, Milano
1950/51 Raffineria di petrolio e prodotti chimici (per la Società Condor), a Pantenedo di Rho (Milano)
1952/54 Grattacielo di Milano (noto anche come Torre Breda) progettato con L. Mattioni, in Piazza della Repubblica, Milano
1953/55 Palazzi per la Riunione Adriatica di Sicurtà (RAS), in Via Turati 3, Milano
1954 Padiglione per la Breda, Sesto S. Giovanni, Milano
1954/55 Opera Sociale Femminile, in Via Ippocrate, Milano
1954/55 Palazzo Galbani , in Via F. Filzi 25, Milano (con G. Pestalozza e L. Nervi)
1954/55 Palazzetto ad uffici, in Via Unione, Milano
1954/55 Ospedale di Circolo di Saronno, Varese
1955/56 Albergo Ambrosiano e Opera della Cardinal Ferrari, in Via S. Sofia 9, Milano
1956/57 Torre Tirrena, in Piazza Liberty 4, Milano
1956/64 Palazzo per l'Istituto Romano di Beni Stabili (IRBS), in Via Meravigli, Milano
1957/58 Scuole elementari, nel Comune di Rovello Porro, Saronno (Varese)
1957/59 Casa di cura La Madonnina, in Via Quadronno 29/31, Milano
1958 Hotel del Centro, in Via Broletto 16, Milano
1958/60 Chiesa, a Chak Chumbra, Pakistan
1958/60 Chiesa, a Caquetà, Columbia
1958/65 Palazzo della Compagnia di Assicurazione di Milano, in Via del Lauro 5/7, Via Bossi, Milano
1958/65  Grande complesso Ente Opere Sociali Don Bosco, a Sesto S. Giovanni (Milano)
1959 Fabbrica di aeroplani, in Argentina
1959 Progetti per Scuole convitto Istituto di Assistenza per Minorenni, per conto dell’Ente Comunale Assistenza (ECA), Milano
1960/62 Casa di abitazione con negozi ed uffici, in Viale Gian Galeazzo 25, angolo Via Aurispa, Milano
1960/63 Gruppi di fabbricati in Via Chiusa, Via Disciplini (per conto della I.R.B.S.), Milano
1960/64 Clinica De Luca, Castelnuovo Daunia (Foggia)
1961/62 Palazzina Crosti, in Via Buonarroti 41, Milano
1961/63 Palazzo per uffici IRBS, in Via Bordoni, Milano
1961/63 Sede della Società Malinverno, in Via Custodi, Milano
1963 Gruppi di fabbricati residenziali, in Via De Amicis, angolo  Via Torino, Via C. Correnti, Via Camminadella, Milano
1963/64 Palazzo per uffici della Società Cagisa, in Piazza IV Novembre, Milano
1963/65 Serie di case di abitazione, in Via Correggio, Milano
1963/65 Casa di Cura Sant'Anna, Imperia
1963/66 Istituto S. Ambrogio, in Via Melchiorre Gioia,  Milano
1965 Clinica privata, ad Istanbul
1965 Casa, in Via Roentgen, Milano
1965/66 Serie di case, in Viale Bligny, Via S. Croce, Milano
1966/68 Palazzo La Serenissima,  in Via Turati 25/27, angolo Cavalieri 4,  Milano
1968/70 Serie di case, in Via Gian Galeazzo, in Via Morosini e Spartaco, Milano
1968/70 Due Palazzi ad uffici (per il Lloyd Internazionale di Roma), in Corso Europa e Corsia dei Servi, Milano
1969/71 Hotel Principe & Savoia Residence, in Piazza della Repubblica, Milano
1970 Casa, in Corso Vercelli con fronte passante in Via Mauri con galleria di collegamento, Milano
1970/71 Sede de La Pace, Compagnia di Assicurazioni, in Piazza Cavour, Milano
1970/72 Opera Pro Giovani Operai (Maria Belloni), in Viale Fulvio Testi 285, Milano
1970/73 Aerhotel, viale Luigi Sturzo 41/45, Milano
1972 Progetto Convitto IDAM, per conto dell’ECA, Milano
1973 Municipio di Rovello Porro, Saronno (Varese)
Pubblicazioni
- Bosisio, Libera, Ponti, Pozzi, Soncini, Vaccaro, Villa, Beretta, Verso la casa esatta, I, Editrice Italiana, Milano 1945